# 北山镇 (河池市)
北山镇，是中华人民共和国广西壮族自治区河池市宜州区下辖的一个乡镇级行政单位。

## 行政区划
北山镇下辖以下地区：
北山社区、怀道村、梅洞村、双塘村、波串村、板敢村、塘利村、龙安村和建安村。